# Phidippus hingstoni
Phidippus hingstoni là một loài nhện trong họ Salticidae.
Loài này thuộc chi Phidippus. Phidippus hingstoni được Cândido Firmino de Mello-Leitão miêu tả năm 1948.